# Парус (газета)
Парус — еженедельная газета, которую основал в январе 1859 года в Москве публицист И. С. Аксаков; была прекращена по выходе 2-го номера, по Высочайше утверждённому докладу министра народного просвещения Е. П. Ковалевского, причём московскому цензурному комитету и цензорам, пропустившим первые два номера, был сделан выговор, а редактору «Русской газеты», отнёсшейся сочувственно к направлению «Паруса», было дано «строгое предостережение». Поводом к этой мере послужили 4 статьи, вышедшие в «Парусе»: передовая статья 1-го номера, в которой редакция, не высказывая ещё основного направления своей газеты, в шутливой форме говорит о тех затруднениях, какие предстоят н борьбе с цензурой, и о необходимости свободы слова; передовая статья 2-го номера, в которой редакция, излагая свои славянофильские воззрения, приветствует предстоявшее упразднение крепостного права и указывает на начало народности, как на единственную спасительную путеводную нить во всех реформах; статья под заглавием: «Несколько слов мещанина о мещанах», в которой усмотрено было недозволительное осуждение законов о мещанском сословии; статья Погодина «Прошедший год в русской истории», автор которой скорбел о преобладании Англии и Франции на православном Востоке и указывал на необходимость возрождения черноморского флота, — это было признано «непозволительным вмешательством частного лица в виды и соображения правительства».
Вслед за прекращением работы «Паруса» близкий к Аксакову Ф. В. Чижов стал ходатайствовать о разрешении издавать еженедельную газету «Пароход», с тем, чтобы она высылалась подписчикам «Паруса». Разрешение последовало, но под тем условием, «чтобы идея о праве самобытности развития народностей, как славянских, так и иноплеменных, не имела места в газете», чтобы газета, посвятив себя сравнительному изучению языков, быта и истории славянских народов, имела исключительно научно-литературный характер, без всякого вмешательства в политику, и чтобы в объявлениях о подписке совершенно не упоминалось о закрытом «Парусе». Ввиду этих ограничений, издание «Парохода» не состоялось.